# Ковальов Максим Іванович
Максим Іванович Ковальов (нар. 1887, Симбірська губернія, тепер Російська Федерація — 1965, місто Москва, Російська Федерація) — радянський діяч, революціонер, голова Барнаульської міської ради, секретар партійної колегії Сибірської крайової контрольної комісії ВКП(б), член ВЦВК. Член Центральної контрольної комісії ВКП(б) у 1927—1934 роках.

## Біографія
Народився в бідній селянській родині. Батько працював робітником на залізниці в Симбірській губернії.
Максим Ковальов закінчив чотирикласне міське училище. З дитячих років працював обпилювачем, учнем слюсаря, складачем у друкарні.
Член РСДРП(б) з 1905 року.
У 1905—1907 роках працював складачем в підпільній більшовицькій друкарні, за що був заарештований і відправлений на заслання на Ангару. Із заслання втік, перебував на нелегальному становищі, вів революційну роботу на Кавказі і в Болгарії. У 1912 році працював складачем у друкарні в Барнаулі (під чужим прізвищем Акімов).
До 1917 року служив у російській армії, учасник Першої світової війни.
З 1917 року — на партійній і господарській роботі. У 1918 році був заарештований під час виступу білочехів, втік і під чужим прізвищем працював у органах кооперації в Горному Алтаї.
У 1920—1921 роках — голова Барнаульської міської ради. Неодноразово обирався в контрольні органи РКП(б).
З 1924 по серпень 1930 року — секретар партійної колегії Сибірської крайової контрольної комісії РКП(б) (ВКП(б)).
До лютого 1934 року — член і голова Західно-Сибірської крайової контрольної комісії ВКП(б).
До 1937 року — секретар партійної колегії Комісії партійного контролю при ЦК ВКП(б) по Західно-Сибірському краю.
Потім — персональний пенсіонер союзного значення в Москві.
Помер у 1965 році, похований в Москві на Новодівочому цвинтарі (колумбарій, секція 126).